# 葉長華
葉長華（？—？），浙江人，清朝政治人物。監生出身。
咸豐二年，接替周璞。署任江蘇荆溪縣知縣。后由富克精阿接任。